# シャッグス
シャッグス（The Shaggs、ザ・シャッグズ）は、アメリカ合衆国ニューハンプシャー州フリーモント出身の姉妹によって結成された女性ロック・グループである。ワイルド・マン・フィッシャーらと共にアウトサイダー・アートの音楽（アウトサイダー・ミュージック）のグループとされている。ウィスコンシン州出身のザ・シャッグ、コネチカット州出身のザ・シャッグズとは異なる。

## キャリア
オリジナルメンバーのドロシー・ベティ・ヘレンの3人は実の姉妹で、裕福かつ厳格な家庭に生まれた。学校にも通わせてもらえず、文字通りの「箱入り娘」として育てられた彼女たちには、音楽の知識は無いに等しかった。
しかし、「娘たちが音楽で売り出せば世界的なスターになれる」という祖母からの予言を信じた父のオースティン・ウィギンによって、強引にバンドを結成。幸か不幸か資産だけは潤沢にあったため、3人は朝から晩まで触ったこともなかった楽器を練習させられ、ライブハウスで演奏させられた。ベティは後に「さっさと演奏を終わらせて帰ろうという気分」だったと振り返っており、父からの期待とは逆に3人は嫌々音楽活動をしていた。その中で結成後1年足らずでリリースされたのが1stアルバムである。
1stアルバム『Philosophy of the World』をリリース後、ようやくまともに練習を重ね、さらに楽器経験のある従妹のレイチェルが加入したことにより、やっとバンドとして機能することとなった。1970年にドクター・ディメントのラジオ番組にフランク・ザッパが出演し、シャッグスを話題にしたことで彼女たちの存在が一部で知られるようになった。バンドは、1975年に2ndアルバム『Shagg's Own Thing』発表後に、姉妹の父であるオースティンが死去したのをきっかけとして解散している。フランク・ザッパは「シャッグスは”ビートルズよりも優れている”」と発言したとの伝説もあるが、この言葉は実際には81年のロック評論家、レスター・バングズの『ザ・ニューヨーカー』誌での記事の引用である。

## メンバー
- ベティ・ウィギン・ポーター（Betty Wiggin Porter） - リズムギター
- ドロシー・ドット・ウィギン・センプリーニ（Dorothy Wiggin Semprini） - リードギター 、ボーカル
- ヘレン・ウィギン（Helen Wiggin） - ドラム、2006年逝去
- レイチェル・ウィギン（Rachel Wiggin） - ベース（後に参加）

## ディスコグラフィ
- Philosophy of the World (1969年) - 1stアルバム
  1. Philosophy Of The World
  2. That Little Sports Car
  3. Who Are Parents
  4. My Pal Foot Foot
  5. My Companion
  6. I'm So Happy When You're Near
  7. Things I Wonder
  8. Sweet Thing
  9. It's Halloween
  10. Why Do I Feel?
  11. What Should I Do?
  12. We Have A Savior
- Shagg's Own Thing (1975年) - 2ndアルバム
  1. You're Somethin' Special to Me
  2. Paper Roses - アニタ・ブライアント、マリー・オズモンドのカバー
  3. Shagg's Own Thing (musical version)
  4. Painful Memories
  5. Yesterday Once More - カーペンターズのカバー
  6. My Pal Foot Foot
  7. I Love
  8. Shagg's Own Thing (vocal version)
  9. Love at First Sight
- The Shaggs - 1stと2ndをカップリングした編集盤
  1. I'm So Happy When You're Near
  2. My Companion
  3. That Little Sports Car
  4. Sweet Thing
  5. Philosophy of the World
  6. What Should I Do?
  7. My Pal Foot Foot
  8. Who Are Parents
  9. Things I Wonder
  10. Why Do I Feel?
  11. It's Halloween
  12. We Have a Savior
  13. Who Are Parents [Run-Through]
  14. You're Something Special to Me
  15. Wheels
  16. Paper Roses
  17. Shaggs' Own Thing [Musical Version]
  18. Painful Memories
  19. Gimmie Dat Ding [Live]
  20. My Cutie
  21. Yesterday Once More
  22. My Pal Foot Foot
  23. I Love
  24. Shaggs' Own Thing [Vocal Version]
  25. Love at First Sight